# Travelling contrarié

Animation du haut : Effet (photographique) de Travelling contrarié. Animation du bas : Vue en plan du dispositif correspondant.

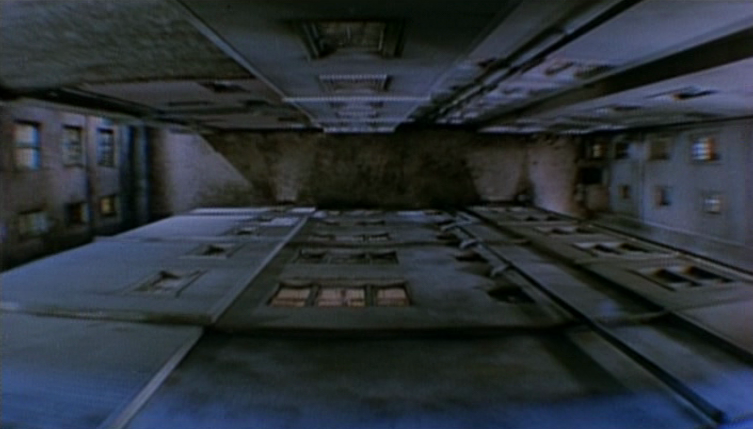
Travelling contrarié dans Sueurs froides de Alfred Hitchcock

Le travelling contrarié, également appelé travelling compensé, effet Vertigo (en référence au film du même nom), trans-trav, Dolly Zoom (en rapport avec le modèle du chariot du même nom) ou encore contra-zoom, est un effet cinématographique consistant à contrarier les effets simultanés d'un zoom arrière et d'un travelling mécanique avant ou l'inverse, zoom avant et travelling mécanique arrière, de telle sorte que le sujet principal reste cadré de la même manière, tandis que l'arrière-plan subit des déformations de perspective, respectivement un allongement, ou un tassement. Par exemple si la caméra s'éloigne, on rétrécit simultanément le champ à l'aide du zoom (ou on l'élargit quand la caméra s'avance) de façon que le sujet ne change pas de taille apparente, mais que l'arrière-plan se tasse derrière lui (ou au contraire se dilate dans l'espace). Cet écart, entre la taille inchangée du personnage et la mouvance inattendue des perspectives du décor où il évolue, est interprété par le public comme le signe d'un malaise du personnage.
Cet effet a été utilisé pour la première fois en 1958 par Alfred Hitchcock dans le film Sueurs froides (Vertigo en anglais), quand Scottie (James Stewart), sujet au vertige et accroché à la gouttière d'un toit, regarde la rue en contrebas (4 minutes après le début du film) puis quand il regarde le bas d'une cage d'escalier (deux plans vers la 73e minute et deux autres plans vers la 118e minute). Hitchcock l'utilise aussi dans Psychose (1960) et dans Pas de printemps pour Marnie (1964). Après Hitchcock, le procédé est utilisé par Spielberg dans Les Dents de la mer, quand le chef de la police (Roy Scheider) aperçoit une attaque de requin depuis la plage (à la 16e minute), ainsi qu'au début d’E.T.. François Truffaut l'utilise aussi dans Jules et Jim quand les deux amis découvrent la statue de la femme de leurs rêves ainsi que  dans Fahrenheit 451. Chabrol utilise le procédé dans un sens symbolique tout à fait particulier : dans la scène finale de La Femme infidèle, lorsque le policier emmène Michel Bouquet, le travelling arrière matérialise l'éloignement d'avec sa femme, Stéphane Audran, tandis que le zoom  avant contrarié nous fait sentir que le couple n'a jamais été aussi proche. On le retrouve depuis, notamment dans Le Retour des morts-vivants, Les Affranchis, La Communauté de l'anneau, La Haine, Les Rivières Pourpres ou encore Le Roi lion.
En 1964, le directeur de la photographie Jean-Serge Husum, français d'origine roumaine, met au point un système mécanique permettant de synchroniser le mouvement de zoom avec le déplacement du chariot de travelling, pour lequel il dépose un brevet sous l'appellation de Trans-Trav.
L'effet de travelling contrarié peut être combiné avec des animations sur ordinateur, un exemple en est la scène où Neo vole dans Matrix Reloaded. Il peut aussi être effectué numériquement ou au banc-titre en effectuant zoom-avant et zoom-arrière dans un travelling arrière ou avant, un exemple est visible dans le film Irréversible de Gaspar Noé. Cet effet numérique devient très courant dans les vidéo-clips.